# 普羅米亞
《普羅米亞》（日语：プロメア）是一部由今石洋之导演、中島一基编剧、TRIGGER制作的日本原创动画电影，于2019年5月24日在日本公映。劇情為「烈焰救火隊」的新人隊員加洛·提莫斯，與身為能操控火焰的變異人組織「瘋狂燃燒者」首領里歐·弗提亞，兩人賭上信念的戰鬥。

## 剧情
故事背景是由于突然变异而诞生了能够操纵火焰的人种「燃燒者」，导致半个世界被大火所烧毁。故事则发生在这前所未有的事态30年之后，在普羅米波利斯自治共和国，自称「瘋狂燃燒者」的变异人集团在佛塞特研究所大楼引发火灾，针对燃燒者而设置的高机动救命消防队「烈焰救火隊」接到通报后出动。拥有灭火之魂的消防队新人加洛和驾驶飞行器的艾娜救助出受灾人员。之后，瘋狂燃燒者仅剩的首领里歐和两名干部坎羅以及梅斯出现，陷入困境的加洛装配装甲「纏」以及在其他队员的协力下，成功抓捕他们。管辖燃燒者犯罪的警察兼军队组织「冰凍警備隊」到达现场，将三人带走。
由于加洛的突出贡献，普羅米波利斯司政官、佛塞特财团理事长古雷授予其勋章。在加洛与消防队同伴一起外出就餐时，冰凍警備隊突然闯进店内把店员抓走，因为店员是燃燒者，而且还强制带走店长。气愤的加洛独自离去。另一方面，里歐很快就逃脱，并解放了收监的燃燒者。加洛来到一个冰冻湖泊，艾娜担心他而追来了，然后看到在空中飞行的燃燒者。加洛让艾娜联络消防队，自己只身追去；跟着进入了一个洞窟，但随后被击昏了。之后，里歐告诉加洛，佛塞特财团在用燃燒者进行非法的人体实验。第二天，加洛就去找古雷，问他是否在进行人体实验。古雷说出真相，地壳内的岩浆还有半年就会大量喷出，地球将无法居住；因此，计划建造巨型宇宙飞船、以移民到其他星球。并且带他参观飞船引擎的开发试验，引擎的动力来源于以前被带走的燃燒者燃烧生命的火焰。加洛反对这种做法，于是被关进了监狱。
由于遭到叛徒出卖，燃燒者藏身的场所被冰凍警備隊袭击，燃燒者悉数被捕，而里歐在同伴的努力下艰难逃脱。然后，里歐的怒火直指古雷，大肆袭击。加洛趁乱逃脱，回到消防队装备「纏」前去灭火。加洛和里歐打着打着进了艾娜的飞行器收容舱，艾娜带到冰冻湖泊，然后发现了一个研究设施以及移植了德烏斯博士人格的电脑。德烏斯博士向三人说明，30年前，异世界的火焰生命体「普羅米亞（Promare）」与地球的「核」融合，而与普羅米亞相性高的人就会成为燃燒者。另外，古雷的动力引擎并不完善，造成燃燒者的痛苦会使地壳内的岩浆大喷发；然后，提供搭配有普羅米亞动力引擎的机器人，让他们前去阻止古雷，机器人由加洛操纵、里歐提供能源。宇宙飞船已经启动，两人驾驶机器人进行破坏，古雷也驾驶机器人回击。另一方面，艾娜向飞船乘员传播事实真相，艾娜的姐姐、引擎的开发者愛莉斯于是破坏了引擎。
双方机器人受损，里歐用火焰袭击古雷，但没有效果。原来古雷也是燃燒者，他的火焰更加厉害，然后抓住了里歐，用他成功重启飞船引擎，痛苦的里歐接收到了普羅米亞的信息。加洛装备加装了钻头的「纏」前去救助里歐，最终在里歐的火焰保护下打败了古雷。岩浆要开始喷发了，里歐从普羅米亞的信息中得知解决办法。两人再次驾驶机器人，引发覆盖全球程度的莫大火焰将普羅米亞完全燃烧，接近爆发的岩浆因而平静下来。普羅米亞因为得到完全燃烧而回到了异世界，燃燒者失去火焰能力变回普通人，人们开始重建家园。

## 登場角色

### 烈焰救火隊
普羅米波利斯自治共和國的高機動救火消防隊，原名「Burning Rescue」（バーニングレスキュー），隸屬於國家救命消防局（FDPP）。
加洛·提莫斯（配音：松山研一（日本）；Billy Kametz（美國））
烈焰救火隊的新入隊員。雖然是個新人，態度卻完全相反，胸懷大志且常突發奇想。
橫衝直撞的肌肉笨蛋，心中懷抱「燃燒著」的消防魂，帶著滅火夥伴「纏」活躍於救災現場。

艾娜·阿爾德比特（配音：佐倉綾音（日本）；Alyson Leigh Rosenfeld（美國））
女性隊員，和加洛同為十來歲的青少年。是個酷酷的女孩，性格冷靜。照著自己的步調辦事，行動俐落的專家。
是行事莽撞的加洛和瓦里斯的吐槽擔當。
雷米·普古納（配音：吉野裕行（日本）；Billy Bob Thompson（美國））
烈焰救火隊的副隊長。身為隊內第二號人物，如外表一般冷靜沉著，掌握一切的聰明人。
對身為隊長的伊格尼斯來說是宛如參謀般不可或缺的存在。
瓦里斯·特拉斯（配音：稻田徹（日本）；John Eric Bentley（美國））
負責駕駛重機裝備。三十來歲的肌肉大漢。以自己異常的怪力為傲，時常鍛鍊身體。
以巨大的身體和體力在前線活躍，有時也負責把嬌小的露琪亞帶到現場。
露琪亞·菲克斯（配音：新谷真弓（日本）；Kari Wahlgren（美國））
負責機械的嬌小女性隊員，為烈焰救火隊裝備的研發與整備盡心盡力。
加洛愛用的「纏」也是出自露琪亞之手。
伊格尼斯·艾克斯（配音：小山力也（日本）；Steve Blum（美國））
烈焰救火隊的隊長，三十來歲。
以現場賢明的判斷與充滿威嚴的形象率領著救火隊的隊員。相信著自己的部下，也深得部下信賴的好隊長。
維尼（配音：小林劍道（日本）；Michael Sinterniklaas（美國））
住在國家救命消防局（FDPP），帶著安全帽的老鼠。
對加洛所屬的烈焰救火隊來說像是吉祥物，常跟擔當機械設備的露琪亞一起行動。

### 普羅米波利斯自治共和國
古雷·佛塞特（配音：堺雅人（日本）；Crispin Freeman（美國））
普羅米波利斯自治共和國的司政官兼佛塞特財團的理事長。
曾經研究耐火構造素材，並成功開發了能夠鎮壓燃燒者所引發火災的瞬間凍結彈。是加洛所憧憬的對象。
艾莉斯·阿爾德比特（配音：小清水亞美（日本）；Erica Lindbeck（美國））
隸屬佛塞特研究所的年輕女博士，也是烈焰救火隊隊員——艾娜的姊姊。
在研究室內閉門不出，進行著「某項研究」。
巴爾剛·赫伊斯托斯（配音：楠大典（日本）；Neil Kaplan（美國））
隸屬於普羅米波利斯負責管轄燃燒者犯罪，如軍隊和警察般的組織「冰凍警備隊」（Freeze Force，フリーズフォース），階級為大佐。
認為加洛等烈焰救火隊隊員的行為是越級侵犯並因此而頭痛。和烈焰救火隊隊長伊格尼斯水火不容。
碧兒茹·科洛薩斯（配音：柚木涼香（日本）；Melissa Fhan（美國））
普羅米波利斯自治共和國司政官，兼佛塞特財團理事長——古雷·佛塞特的秘書。
常和古雷一起行動，確實地接收他的指令並徹底實行。

### 瘋狂燃燒者
因突然變異而產生、能夠從身體中產生火焰並自在操縱的變異人「燃燒者」（Burnish，バーニッシュ）所組成的集團。被普羅米波利斯自治共和國所隔離後逃亡中，以「瘋狂燃燒者」（Mad Burnish，マッドバーニッシュ）為集團名進行放火與犯罪等行為。
里歐·弗提亞（配音：早乙女太一（日本）；Johnny Yong Bosch（美國））
因突然變異而產生，能夠操縱火焰的人種「燃燒者」所組成之攻擊性集團「瘋狂燃燒者」的首領。
外表看上去冷酷，內心炙熱的「燃燒者」烈焰卻足以將一切燃燒殆盡。
「不燃燒的話就無法活下去。」
坎羅（配音：檜山修之（日本）；Matthew Mercer（美國））
和里歐同為目前頭號恐怖份子通緝犯。攻擊性強的力量型燃燒者。
稱呼里歐為「Boss」，對他絕對信賴。鎖骨處有寫著「雷刃」的刺青。
梅斯（配音：小西克幸（日本）；Yuri Lowenthal（美國））
和坎羅同為里歐的部下，速度型的燃燒者。
頭腦聰明，是隊伍的智囊擔當。左手手臂處有寫著「風刃」的刺青。

### 其他
德烏斯·普羅米斯（配音：古田新太（日本）；Mike Pollock（美國））
以國家調查團的身份長期研究「燃燒者」的科學家。

## 制作
导演今石洋之和编剧中島一基两人曾合作制作了电视动画《天元突破 紅蓮螺巖》和《KILL la KILL》，在2013年《KILL la KILL》结束时，两人商量「下次要做的话就做电影」。不过从那时到最后决定要制作什么内容花了不少时间。中島最初提议做音樂劇《悲惨世界》的僵尸版，但并未得到支持；之后提出了以「火焰」作为主题，于是以「全世界着火」为关键词、耗时半年到一年将企划总结之后，把剧本带给今石洋之，但结果还是没有通过。期间曾考虑过各种各样的方案，包括类似《馴龍高手》那样的青少年作品；直到2017年，才决定将内容定为以火焰为主题的動作片。制作历时六年。

### 动画制作
本作使用了很多CG，为使CG和作画两立，今石洋之决定要做“光凭剪影就能一决胜负程度的、简洁的东西”，挑战新的表现形式。在《天元突破 紅蓮螺巖》之后，今石洋之执导了活用美式卡通风格的《吊带袜天使》。所以在本作中，尝试把卡通风格和具有冲击力的色彩搭配融入有着《天元突破 紅蓮螺巖》、《KILL la KILL》这样世界观和动画风格中。

### 配音
配音陣容不只請來了當紅聲優，還有一線演員。經由中島一基的牽線，三个主要角色的配音选用了松山研一、早乙女太一、堺雅人三位演技派演員，三人参演过中島一基所在的「剧团☆新感线」的舞台剧。中島一基在写主人公加洛和宿敌里歐对话的时候，联想到松山研一和早乙女太一出演的电视剧《江戶盜賊團雙雄》，同时想着加洛憧憬的古雷如果由堺雅人配音的话会很有趣。因此，推荐了这三位实力派演员担任配音员，他说：“松山研一、早乙女太一和堺雅人能够理解我剧本独特的节奏。” 聲優部分則有吉野裕行、新谷真弓、小清水亞美、檜山修之、稻田徹等人，這幾位都曾在今石洋之先前的作品中出演。为艾娜配音的佐仓绫音则是首次参演TRIGGER的作品。

## 音乐
电影主题歌《觉醒》和片尾主题歌《封于冰中》由Superfly合作提供，两首主题歌收录于2019年6月12号发售的单曲《Ambitious》。
电影的配乐全部都是由泽野弘之作曲，泽野弘之曾负责今石洋之导演的《KILL la KILL》的配乐。电影原声音乐专辑的发售日为2019年5月24日，与电影公映日同一天，发售商为Aniplex。 发售三天获得日本区iTunes Store专辑排行榜第1名、亚马逊日本动画音乐排行榜第1名以及日本公告牌专辑下载周榜冠军。
| PROMARE Original Soundtrack | PROMARE Original Soundtrack | PROMARE Original Soundtrack | PROMARE Original Soundtrack | PROMARE Original Soundtrack |
| 曲序                        | 曲目                        |                             | 演唱                        | 时长                        |
| --------------------------- | --------------------------- | --------------------------- | --------------------------- | --------------------------- |
| 1.                          | Inferno                     | Benjamin Anderson mpi       | Benjamin Anderson mpi       | 3:54                        |
| 2.                          | PRO//MARE                   |                             |                             | 3:47                        |
| 3.                          | GAL-OTHY-MOS                |                             |                             | 5:09                        |
| 4.                          | ΛsHEs                       | cAnON.                      | Gemie                       | 2:20                        |
| 5.                          | WORLDBIGFLAMEUP             |                             |                             | 4:27                        |
| 6.                          | PROMARETHEME                |                             |                             | 3:18                        |
| 7.                          | BangBangBUR!...n?           |                             |                             | 5:56                        |
| 8.                          | NEXUS                       | Benjamin Anderson mpi       | Laco                        | 3:49                        |
| 9.                          | BAR2tsuSH                   |                             |                             | 5:27                        |
| 10.                         | DeusPRO召す                 |                             |                             | 5:17                        |
| 11.                         | fanFAREpiZZA                |                             |                             | 3:36                        |
| 12.                         | ΛsHEs ～RETURNS～           | cAnON.                      | Gemie                       | 2:23                        |
| 13.                         | 燃焼ING-RES9                |                             |                             | 2:09                        |
| 14.                         | BAR2NG4女14yoN              |                             |                             | 3:11                        |
| 15.                         | 904SITE                     |                             |                             | 2:34                        |
| 16.                         | REG-GIRT                    |                             |                             | 2:27                        |
| 17.                         | RE:0                        |                             |                             | 2:38                        |
| 18.                         | PIROMARE                    |                             |                             | 2:20                        |
| 19.                         | Gallant Ones                | Benjamin Anderson mpi       | Benjamin Anderson mpi       | 2:54                        |
| 20.                         | stRE:0ings                  |                             |                             | 2:24                        |
| 21.                         | 火-YO!人                    |                             |                             | 5:21                        |
| 总时长：                    | 总时长：                    | 总时长：                    | 总时长：                    | 1:15:21                     |

## 上映及发行
影片于2019年5月24日在日本公映，由东宝映像事业部发行。首周末票房排名第八，首周票房3天累计0.98億日圓，新上映电影的满意度排名第一。第二周周末票房排名第十，累计2.31億日圓；至6月9日（第三周）累计3.58億日圓，至6月16日（第四周）累计4.94億日圓，至8月11日（上映80天）累計超過10億日圓。票房突破14億、观影人次超90万。
台灣地區由中影國際代理，於8月16日上映。上映三週，票房突破600萬台幣；上映第六週，票房突破1,000萬台幣。上映百日，累積票房達1,500萬。
北美地区（美国和加拿大）由GKIDS代理，预定于9月20上映。并于9月17日和19日通过Fathom Events分别举行英语配音版和日语原声版首映活动，其中9月19日单日票房收入46.7万美元、在当天排名第3。上映两周，票房成功突破100万美元大关，成为GKIDS所发行的影片中票房第二高的电影、仅次于2018年的《瑪麗與魔女之花》。并进入日本动画电影北美票房前20名。随着4D版的上映，票房突破200万美元。

## 反响
《普羅米亞》獲得多數影評人的好評。爛番茄上收集的26篇專業影評文章中，有25篇給予「新鮮」的正面評價，「新鮮度」為96%，平均得分7.9/10，观众「爆米花指数」达93%。基於另一影評匯總網站Metacritic上的8篇評論文章，平均分為77/100。
《日本時報》的马特·施莱（Matt Schley）给出了4星（5星满分）评价，称赞了故事叙述和动作戏，但对2D和3D动画之间的转换有所批评。日本《產經新聞》也给出了4星，评论称“总之各种意义上的热血动画”。《每日新聞》旗下MANTAN-Web的评论员小西鉄兵称赞了作品的影像表现，他认为荧光般的独特色彩非常新颖，开辟了动画表现的新境地；还说故事以极快的速度展开，犹如坐着雲霄飛車。日本IGN的野口智弘认为本片是一部爽快的动作动画片佳作，称赞了手绘动画与CG动画巧妙的融合，遗憾的是充满个性的配角们表现不多。動畫新聞網的金·莫里西（Kim Morrissy）将该片评为A级，将其与今石洋之的经典作品《天元突破 紅蓮螺巖》和《KILL la KILL》进行比较，声称该片是对这些作品的提炼以至于认为该片已经超越了它们。
今石洋之與《普羅米亞》被收錄在曾主持Podcast節目「吉卜力圖書館」（Ghibliotheque）、撰寫《吉卜力電影完全指南》的廣播人兼作家麥可．里德（英語：Michael Leader）和製片兼作家傑克．康寧漢（英語：Jake Cunningham）著作的《日本經典動畫指南》（英語：The Ghibliotheque Anime Movie Guide: The Essential Guide to Japanese Animated Cinema），做為介紹日本動畫歷史80年期間30名位導演與30部經典動畫的案例。